# 후시미노미야 사다유키 친왕
후시미노미야 사다유키 친왕 (伏見宮貞致親王)은 에도 시대 초기의 황족이다. 13대 후시미노미야이다. 아버지는 10대 후시미노미야인 사다키요 친왕이지만, 일설로는 쿠니나리 친왕의 아들이라는 설도 있다. 어머니는 쇼나이곤노츠보네(少納言局) 안도 마사코는 안도 마사모토의 딸로, 증조 할아버지는 쿠니스케 친왕의 아들인 안도 코레자네 (쿠니시게 왕)이다. 동복 동생으로는 쿠니미치 친왕이 있다. 왕비는 관백 코노에 히사츠구의 딸인 요시기미(好君)이다.

## 생애
어머니의 신분이 낮은 탓에 탄바국에 양자로 보내졌다. 야마시로국 니시진의 대장간 (원래는 공가가 겸업하던 도공(刀工)의 가계)의 도제(徒弟)가 되어 나가쿠로(長九郎)라고 불렸다.
1651년, 참언(讒言)으로 외가로 도망치지만, 사다키요 친왕의 초청으로 이듬해 돌아가지만, 1653년, 다시 참언으로 도망쳤다.
조오 3년 (1654년)에 사다키요 친왕, 쿠니나리 친왕, 쿠니미치 친왕의 잇다른 사망으로, 후시미노미야 궁가와 단절 위기에 직면했지만, 안도가의 움직임으로 교토 쇼시다이가 조사한 결과, 후시미노미야의 낙윤(사생아)로 인정되어, 코가 히로미치의 후견하의 후시미노미야를 계승했다. 만지 3년 (1660년)에 친왕 선하, 원복을 했다.

## 자녀
- 친왕비 : 요시기미 (好君, 1641 ~ 1676) - 코노에 히사츠구의 딸.
- 집안의 시녀
  - 왕녀 : 이타코 여왕 (致子女王, 시게노미야(茂宮), 1673 ~ 1728) - 죠쇼인(常照院)
  - 왕자 : 쿠니나가 친왕 (邦永親王, 1676 ~ 1726) - 후시노미야 14대 당주
  - 왕녀 : 마사코 여왕 (理子女王, 사나노미야(真宮) 1691 ~ 1710) - 도쿠가와 요시무네의 정실
  - 왕자 : 모왕 (某王, 하나노미야(英宮), 1692 ~ 1698) - 치묘인(知冥院)
  - 왕자 : 엔유 (円猷, 카츠노미야(勝宮), 1694 ~ 1753) - 칸키신인(歓喜心院)
  - 왕자 : 미치히토 입도친왕 (道仁入道親王, 후사노미야(房宮), 1689 ~ 1733) - 텐다이자스(天台座主)
- 생모 불명
  - 왕자 : 모왕 (某王, 1666 ~ 1668) - 비간인(微巌院)
  - 왕녀 : 모왕 (某王, 1687 ~ 1689) - 세이슈인(正受院)